# Mirzapur
Mirzapur (hindi: मिर्ज़ापुर, urdú: مرزا پور) és una ciutat de l'Índia capital del districte de Mirzapur a Uttar Pradesh. Segons el cens del 2001 la població era de 205.264 habitants; la població el 1872 era de 67.274 habitants, el 1881 de 85.362, el 1891 de 84.130 i el 1901 de 79.862. Està situada a 25° 09′ N, 82° 35′ E / 25.15°N,82.58°E a la riba dreta del Ganges. A la rodalia hi ha Bindhachal, a pocs quilòmetres al sud-oest, dins la municipalitat, amb la capella de Yindhyeshwari o Yindhyabasini (venerada pels thugs) i les ruïnes que podrien ser les de Pampapura, antiga ciutat dels bhars. La mesquita musulmana principal és la de Ganga Bibi del segle xix.

## Història
Se suposa que era un mercat comercial al riu, i s'han trobat restes del temps d'Asoka, però la fundació efectiva de la ciutat és del temps dels mogols al final del segle xvii. Els britànics la van arrabassar a un cap local anomenat Shaykh Mirza, i per això va rebre el nom de Mirzapur; és creença general a la regió que fou fundada per Raja Nanner i s'anomenava Girijapur, fins que els britànics li van donar el nom de Mirzapur, nom esmentat per primer cop entre 1760 i 1770. A l'inici del segle xix va esdevenir un centre comercial destacat sent el punt més elevat del Ganges on podien arribar els grans vaixells. El 1857 va restar tranquil·la protegida per una guarnició lleial. El 1864 l'obertura del ferrocarril de l'Índia Oriental va deixar aïllada la ciutat doncs va absorbir tot el tràfic. La municipalitat es va crear el 1867.

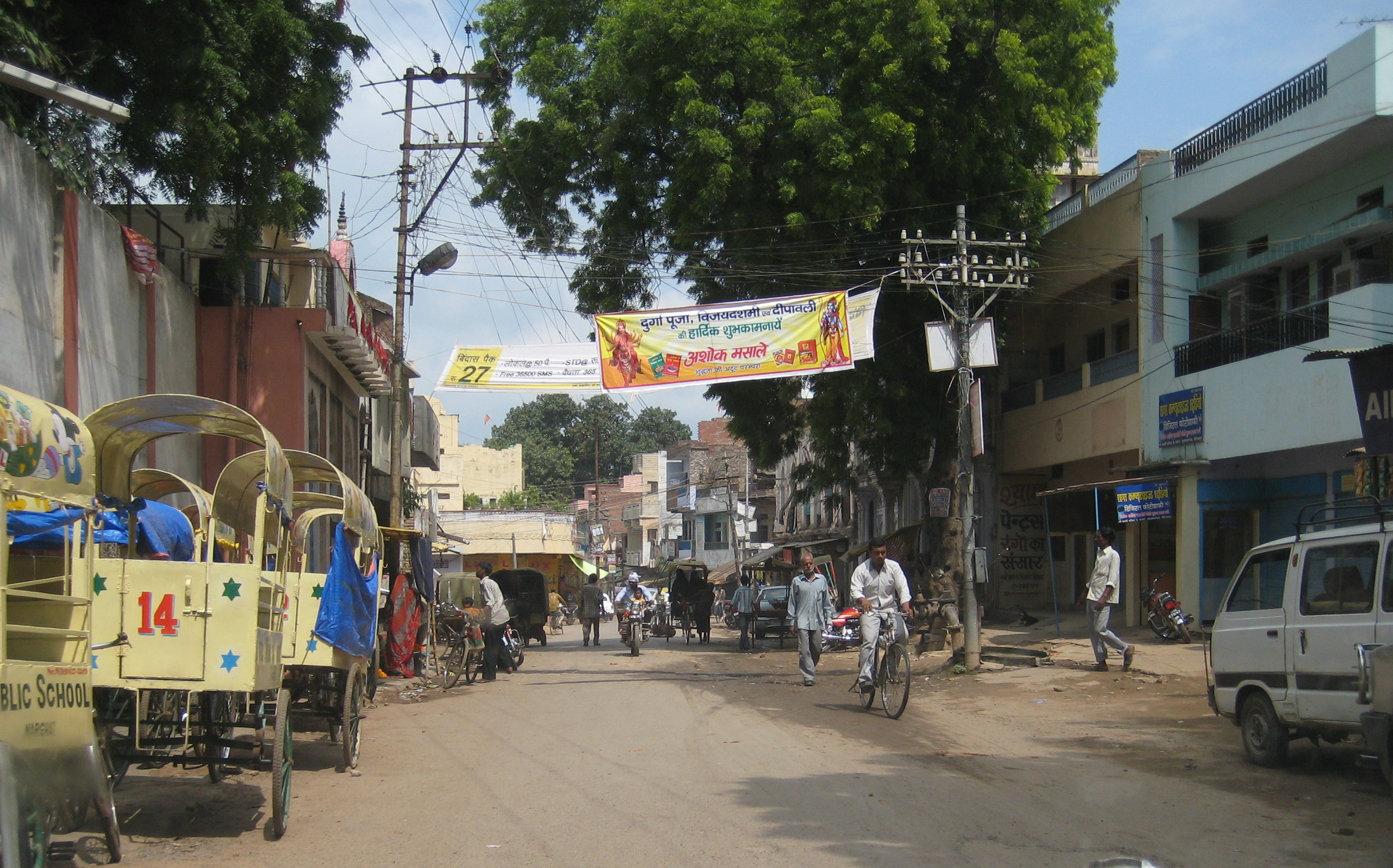
Carrer comercial a Mirzapur